# Bernieridae
Bernieridae (Мадагаскарські очеретянки) — родина горобцеподібних птахів. Родина була офіційно створена у 2010 році на основі аналізу мтДНК цитохрому B і 16S рРНК (Cibois співавт. 1999, 2001), а також нДНК RAG-1 і RAG-2 екзона (Бересфорд і співавт. 2005). Ці птахи є ендеміками Мадагаскару.
Монофілія цієї групи була запропонована ще в 1934 (Salomonsen 1934). Але традиційні призначення цих птахів були збережені, помилково пояснювалась їхня схожість конвергентній еволюції, через відсутність цілеспрямованих досліджень. Представники родини раніше призначались до бюльбюлевих, тимелієвих і кропив'янкових.

## Класифікація
До родини відносять 11 видів у 8 родах:
- Види, включені раніше до родини бюльбюлевих (Pycnonotidae):
  - Рід Bernieria, раніше внесений у рід Phyllastrephus.
    - Bernieria madagascariensis — малагасійник

  - Рід Xanthomixis — тетрака, раніше внесені в рід Phyllastrephus.
    - Xanthomixis zosterops — тетрака короткодзьоба
    - Xanthomixis apperti — тетрака реліктова
    - Xanthomixis tenebrosa — тетрака малагасійська
    - Xanthomixis cinereiceps — тетрака сіроголова
- Види, включені раніше до родини кропив'янкові (Sylviidae):
  - Рід Thamnornis — киритіка
    - Thamnornis chloropetoides — киритіка

  - Рід Cryptosylvicola — мадагаскарка
    - Cryptosylvicola randrianasoloi — мадагаскарка

  - Рід Randia — рандія
    - Randia pseudozosterops — рандія
- Види, включені раніше до родини тимелієві (Timaliidae)
  - Рід Hartertula — джері, раніше внесений у рід Neomixis.
    - Hartertula flavoviridis — джері

  - Рід Crossleyia — жовтобровий фодитані
    - Crossleyia xanthophrys — фодитані жовтобровий

  - Рід Oxylabes — фодитані
    - Oxylabes madagascariensis — фодитані білогорлий